# ハルキダ駅
ハルキダ駅（ギリシア語: Σιδηροδρομικός Σταθμός Χαλκίδος）はギリシャの中央ギリシャ地方エヴィア県 ハルキスにあるギリシャ国鉄の駅。
エヴリポス海峡に架かる「旧橋」の本土側付け根に駅舎がある。

## 路線
ギリシャ国鉄 プロアスティアコス（近郊鉄道）
- ピレウス – ハルキダ 線

2014年夏ダイヤでは、アテネ駅経由ピレウス行きが2時間に1本運行されている。